# Авл Теренций Варрон (претор)
Авл Тере́нций Варро́н (лат. Aulus Terentius Varrō; умер после 167 года до н. э.) — римский политический деятель и военачальник из плебейского рода Теренциев, претор 184 года до н. э. Управлял Ближней Испанией (184—182 годы до н. э.), принимал участие в создании нового политического порядка на Балканах после Третьей Македонской войны.

## Биография
Авл Теренций принадлежал к незнатному плебейскому роду. Предположительно его отцом был Гай Теренций Варрон, выходец из социальных низов, возвысившийся до консулата (в 216 году до н. э.) и ставший, по общему мнению античных авторов, виновником поражения римской армии при Каннах.
Политическая карьера Авла Теренция началась с должности монетария (дата неизвестна). В 189 году до н. э. Варрон по приказу сената сопровождал с охраной посольство этолийцев, которому было велено в пятнадцатидневный срок покинуть Италию. По данным Валерия Антиата (возможно, не соответствующим действительности) перед этим пропретор Авл Корнелий Маммула прислал Варрона вместе с Марком Клавдием Лепидом из Этолии с сообщением, что послам нельзя верить.
В 184 году до н. э. Авл Теренций стал претором и получил в управление по результатам жеребьёвки Ближнюю Испанию. В этой провинции он взял город суэссетанов Корбион, жителей которого продал в рабство. Полномочия Варрона были продлены на следующий год, причём Тит Ливий в одном месте называет его пропретором, а в другом — проконсулом. В 183 году до н. э. Авл Теренций разбил в нескольких сражениях близ реки Ибер кельтиберов и взял несколько их городов. В 182 году до н. э. он вернулся в Рим и получил за свои победы овацию.
В 172 году до н. э. Авл Теренций стал участником посольства в Иллирию (наряду с Гаем Плеторием и Гаем Цицереем). Он должен был потребовать от царя Гентия прекратить нападения на союзников Рима и тайные переговоры о союзе с Персеем Македонским. В последний раз Варрон упоминается в источниках в связи с событиями 167 года до н. э.: он стал одним из десяти легатов, которым было поручено организовать новый порядок на Балканах после Третьей Македонской войны. В итоге Македония была разделена на четыре аристократические республики, полностью изолированные друг от друга, не имевшие собственных армий и выплачивавшие половину прежних податей Риму. Жители этих государств не могли иметь собственность в других республиках, вести торговлю с «иностранцами», вывозить строевой лес, разрабатывать серебряные и золотые рудники.
Предположительно Авл Теренций Варрон, участвовавший в политическом переустройстве Греции после Ахейской войны в 146 году до н. э., был сыном претора 184 года. Возможно, ещё одним сыном Авла-старшего был Теренций Варрон с неизвестным преноменом, занимавший должность квестора в 154 году до н. э. и погибший в Испании.